# مدرسة مظاهر علوم الجديدة
مدرسة مظاهر علوم، سهارنبور هي مدرسة دينية إسلامية تقع في سهارنبور، الهند. انفصلت عن مظاهر علوم وأصبحت مدرسة دينية مستقلة ومنفصلة في عام 1988. تنشر المدرسة مجلة شهرية بعنوان "مظاهر علوم". اعتبارًا من مارس 2022، يشغل محمد عاقل السهارنبوري منصب رئيس الجامعة وأستاذ الحديث في المدرسة.

## تاريخ
انفصلت المدرسة عن مظاهر علوم، وتم تعيين عبد العزيز كأول عميد لها، حيث شغل هذا المنصب من عام 1986 إلى عام 1991. خدم محمد سلمان المظاهري في الإدارة من عام 1996 حتى 20 يوليو 2020. تم تسجيل المدرسة بموجب قانون تسجيل الجمعيات لعام 1860 في عام 1988 (1408 هـ).

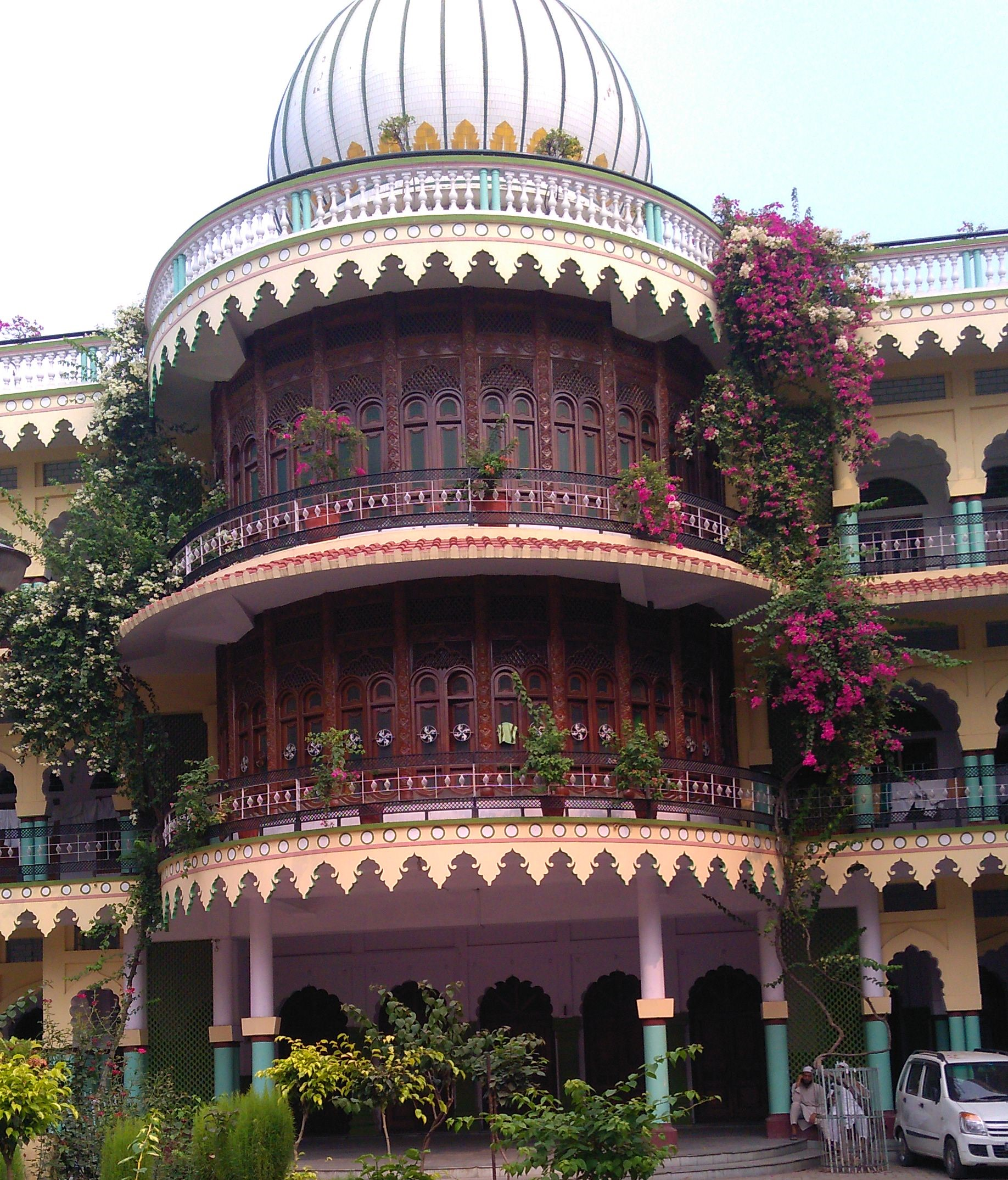
نظرة أقرب إلى المدرسة اللاهوتية

بعد تسجيلها كجمعية، أنشأت مظاهر العلوم الجديدة أيضًا منصب "الأمين العام". شغل محمد طلحة الكاندهلوي المنصب من 13 مايو 1988 حتى خلفه محمد شاهد السهارنبوري في 13 مايو 1993. 

## الخريجون وأعضاء هيئة التدريس
- عبد الرحمن بن يوسف مانجيرا
- محمد يونس الجونبوري، أستاذ الحديث في المدرسة سابقا.
- محمد سلمان مظاهري، عميد سابق.

### اقتباسات
1. ↑  القاسمي 2013، صفحات 347–348.
2. ↑  "جامعہ مظاہرعلوم سہارنپور کی مجلس شوریٰ کا اجلاس اختتام پذیر" [اختتمت جلسة مجلس شورى جامعة مظاهر علوم سهارنبور]. هندوستان سماجار (بالأوردية). 21 مارس 2022. مؤرشف من الأصل في 2023-02-19. اطلع عليه بتاريخ 2023-02-19.
3. ↑  السهارنبوري 2005، صفحات 375–376.
4. ↑  "مولانا سلمان صاحب مظاہری کی رحلت عالم اسلام بالخصوص جامعہ مظاہر علوم سہارنپور کے لئے ناقابل تلافی خسارہ" [إن وفاة مولانا سلمان المظاهري خسارة لا تعوض للعالم الإسلامي، وخاصة جامعة مظاهر علوم سهارنبور.]. عصر حاضر. 20 يوليو 2020. مؤرشف من الأصل في 21 سبتمبر 2021. اطلع عليه بتاريخ 28 مایو 2021. {{استشهاد بخبر}}: تحقق من التاريخ في: |تاريخ الوصول= (مساعدة)
5. 1 2  السهارنبوري 2005، صفحة 379.
6. ↑  القاسمي، رفيع الدين حنيف (سبتمبر 2019). البجنوري، محمد سلمان (المحرر). "حضرة مولانا محمد طلحة صاحب - حياته وخدماته". دار العلوم الشهرية (بالأوردية). دار العلوم ديوبند. ج. 103 ع. 9: 47–49. مؤرشف من الأصل في 2024-03-27. اطلع عليه بتاريخ 2020-04-05.

### فهرس
- السهارنبوري، محمد شاهد (2005). علمائے مظاہر علوم اور ان کی علمی و تصنیفی خدمات [علماء مظاهر علوم وخدماتهم الأكاديمية والأدبية] (بالأوردية) (ط. الثانية). سهارنبور: مكتبة یادگار شیخ. ج. 1.
- القاسمي، ناياب حسن (2013). دار العلوم دیوبند کا صحافتی منظر نامہ [السيناريو الصحفي لدار العلوم ديوبند] (بالأوردية). ص. 347–348.